# Pidmostytschi
Pidmostytschi (ukrainisch Підмостичі; russisch Подмостичи Podmostitschi, polnisch Podmojsce) ist ein Dorf im Westen der ukrainischen Oblast Lwiw mit etwa 170 Einwohnern (2001).

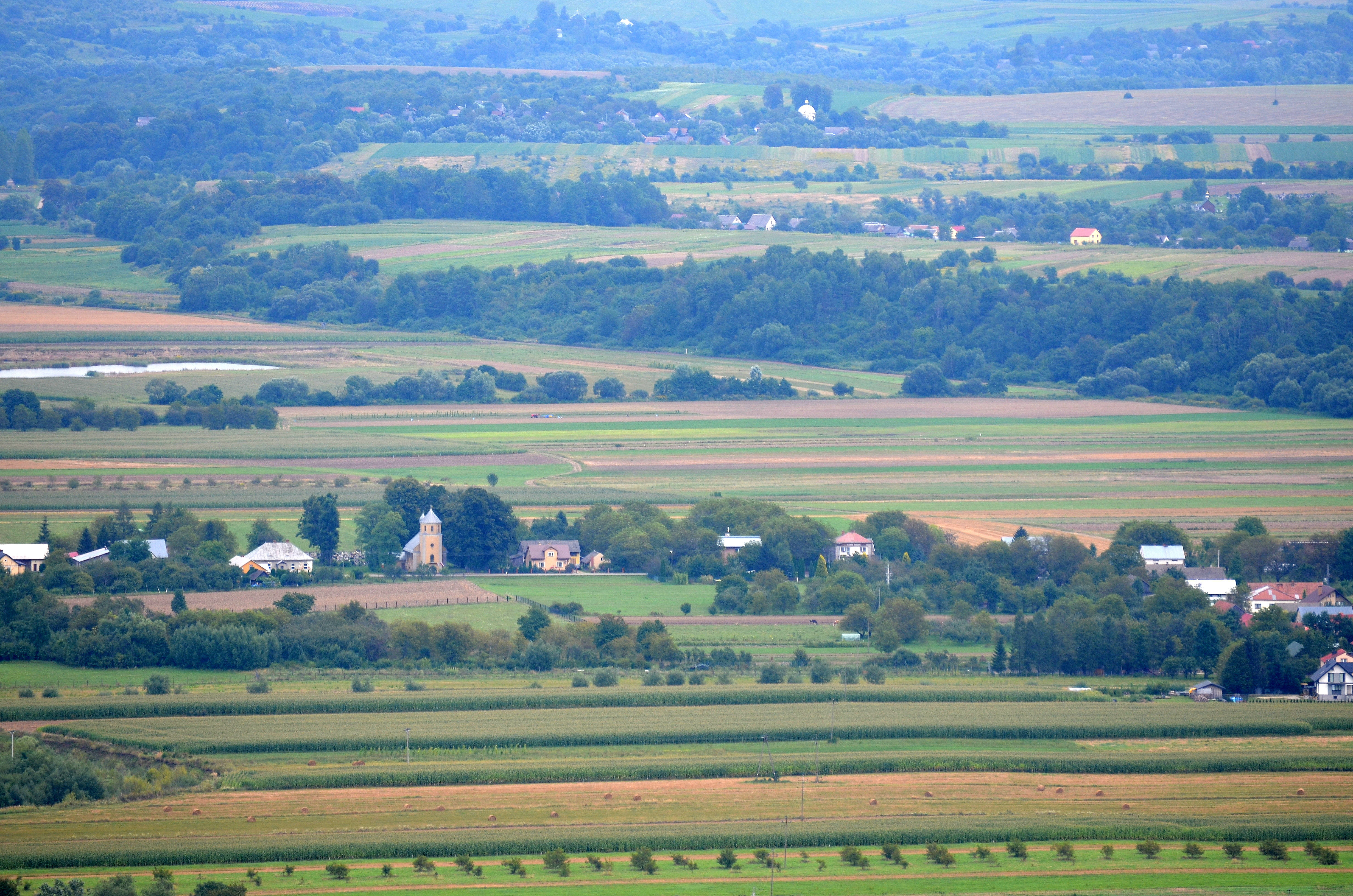
Dorfpanorama

Das Dorf lag bis zum Ende des Ersten Weltkrieges im Bezirk Przemyśl des österreichischen Kronlandes Galizien und Lodomerien. Seit 2020 gehört es administrativ zur Stadtgemeinde Dobromyl im Nordwesten des Rajon Sambir. Zuvor war es Teil der Landratsgemeinde Truschewytschi im Rajon Staryj Sambir.

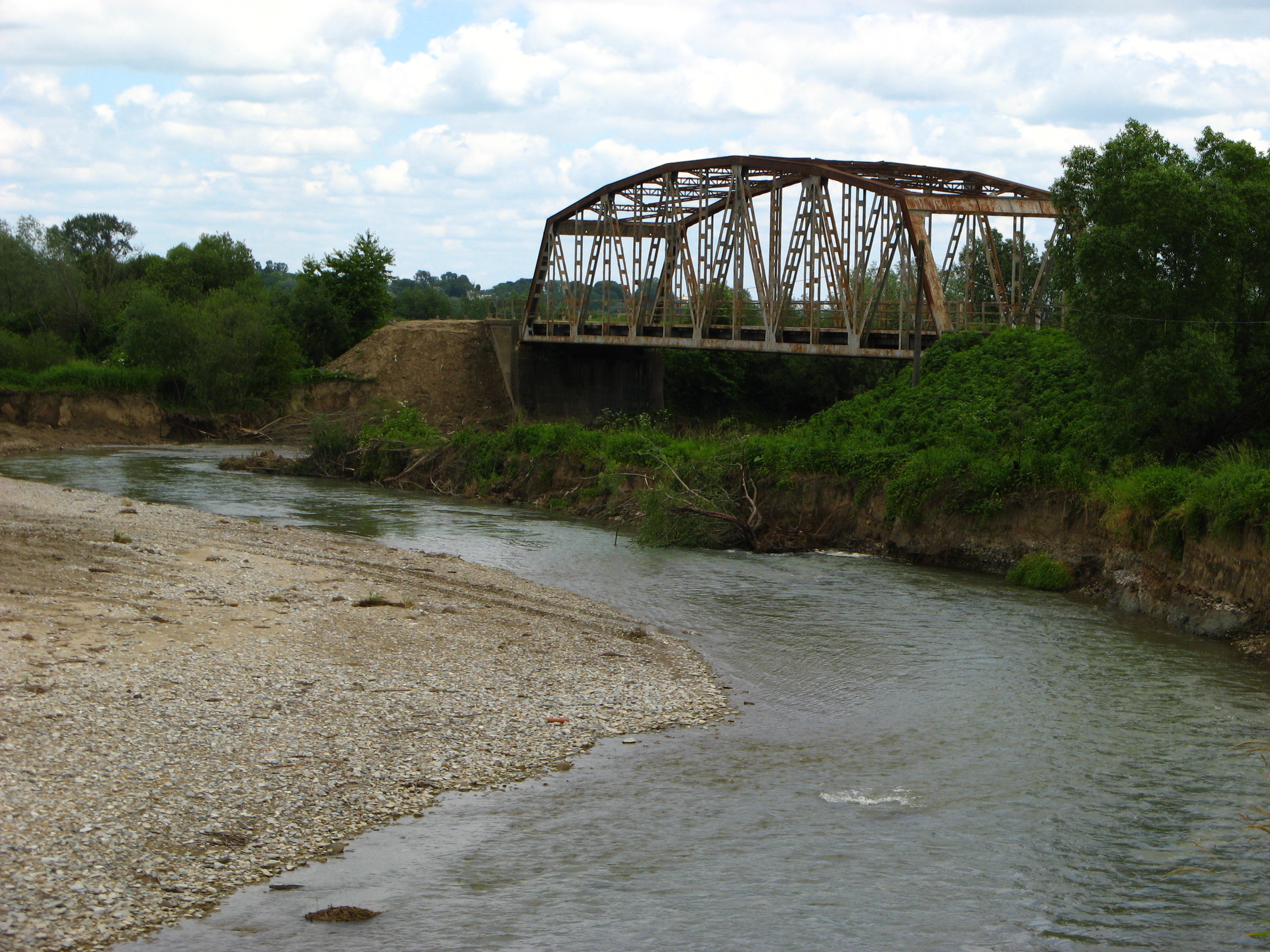
Eiserne Straßenbrücke über den Wiar bei Pidmostytschi

Die Ortschaft liegt an der Grenze zu Polen auf einer Höhe von 250 m am Ufer des Wiar, einem 70 km langen, rechten Nebenfluss des San, 10 km nördlich vom Gemeindezentrum Dobromyl, 32 km nordwestlich vom Rajonzentrum Sambir und etwa 105 km westlich vom Oblastzentrum Lwiw. Durch das Dorf verläuft die Territorialstraße T–14–18.

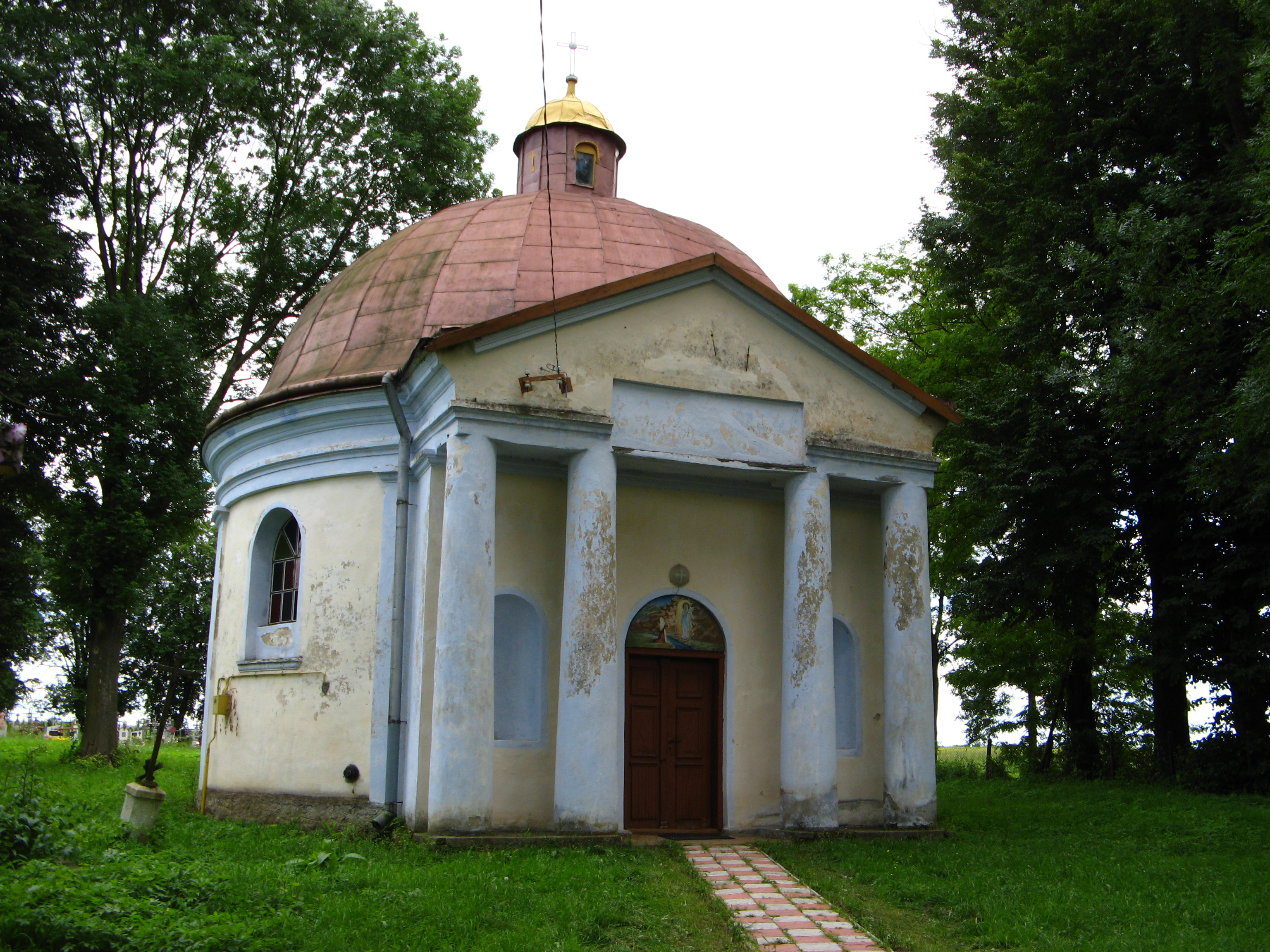
Denkmalgeschützte Basilius-Kirche von 1853

In Pidmostytschi befindet sich die 1853 erbaute, denkmalgeschützte Basilius-Kirche.